# Oleśnik (roślina)
Oleśnik (Libanotis Haller f. ex Zinn) – rodzaj roślin z rodziny selerowatych. Taksonomia rodzaju jest niejasna i w części ujęć jest on włączany do szeroko ujmowanego rodzaju żebrzyca (Seseli). W tradycyjnym ujęciu obejmuje ok. 30 gatunków, ale stanowią one takson polifiletyczny. W efekcie liczba gatunków w wąsko ujmowanym (monofiletycznym) rodzaju ograniczana jest do trzech. Występują one na rozległym obszarze Eurazji w strefie umiarkowanej. Dwa gatunki w wąskim ujęciu rodzaju należą do flory polskiej – oleśnik górski (Libanotis pyrenaica) i oleśnik syberyjski (Libanotis sibirica).

## Systematyka
Rodzaj o niejasnej taksonomii, włączany do szeroko ujmowanego rodzaju żebrzyca (Seseli) lub wyodrębniany, przy czym w tradycyjnym ujęciu zaliczane tu gatunki tworzą co najmniej trzy odrębne klady w plemieniu Salineae w podrodzinie Apioideae rodziny selerowatych Apiaceae. Klad obejmujący gatunek typowy składa się tylko z trzech gatunków i tylko one są zaliczane do rodzaju w bazie Plants of the World Online.
Wykaz gatunków
- Libanotis pyrenaica (L.) Bourg. – oleśnik górski
- Libanotis schrenkiana C.A.Mey. ex Schischk.
- Libanotis sibirica (L.) C.A.Mey. – oleśnik syberyjski